# Schweinbarther Berg
Schweinbarther Berg är en kulle i Österrike.   Den ligger i distriktet Mistelbach och förbundslandet Niederösterreich, i den nordöstra delen av landet, 60 km norr om huvudstaden Wien. Toppen på Schweinbarther Berg är 317 meter över havet, eller 40 meter över den omgivande terrängen. Bredden vid basen är 0,61 km.
Terrängen runt Schweinbarther Berg är platt österut, men västerut är den kuperad. Närmaste större samhälle är Poysdorf, 10,6 km söder om Schweinbarther Berg. 
Trakten runt Schweinbarther Berg består till största delen av jordbruksmark. Runt Schweinbarther Berg är det ganska tätbefolkat, med 56 invånare per kvadratkilometer.